# .ms
.ms는 몬트세랫(영국령)의 인터넷 국가 코드 최상위 도메인이다. 마이크로소프트가 popfly.ms와 같은 프로젝트 준말에 사용하기도 했다.

## 2차 도메인 이름
- com.ms
- edu.ms
- gov.ms
- net.ms
- org.ms